# Van Foreest

Wapen van Foreest

Van Foreest is een oud adellijk geslacht in het graafschap Holland, dat voor het eerst vermeld wordt op 27 juli 1250. Mogelijk vindt de familie haar oorsprong in de regio van Aken onder de naam "De Foresto".

## Geschiedenis
De oorspronkelijke bezittingen van het geslacht Van Foreest omvatten de Rijnlandse ambachtsheerlijkheid Middelburg. Dit ambacht lag tussen Boskoop en Reeuwijk-Dorp. De familie bewoonde destijds het kasteel Foreest dat in de Hoge Waard aan de Luttike Rijn te Koudekerk aan den Rijn lag. Latere voorname familiewoonplaatsen zijn Kasteel Ter Wijc te Beverwijk en Landgoed Nijenburg te Heiloo.     
Vanaf het eind van de 14e eeuw verwierven leden van de familie Van Foreest plaatsen in het bestuur van Hollandse steden als Delft, Haarlem, Alkmaar en Hoorn. Ook regionaal manifesteerden zij zich in besturen van uiteenlopende aard, waaronder de Staten van Holland en West-Friesland, de Hoge Raad van Holland, Zeeland en West-Friesland, de Admiraliteit van het Noorderkwartier en het Waterschap.

## Bekende telgen
- Adam van Foreest (1570-1640), burgemeester van Alkmaar
- Adriaan van Foreest (genoemd 1424 - overleden voor 1433)
- Arnold Engelinus van Foreest (1863-1954), schaakmeester
- Cornelis van Foreest (1704-1761), burgemeester van Hoorn
- Cornelis van Foreest (1756-1825), politicus en patriot
- Cornelis van Foreest (1817-1875), lid Tweede Kamer
- Dirk van Foreest (genoemd 1448 - overleden voor 1482)
- Dirk van Foreest (1527-1596)
- Dirk van Foreest (1614-1679)
- Dirk van Foreest (1676-1717), burgemeester van Hoorn
- Dirk van Foreest (1729-1782)
- Dirk van Foreest (1792-1833), lid Tweede Kamer
- Dirk van Foreest (1862-1956), schaakmeester
- Hendrik Albert van Foreest (1819-1897), postdirecteur van de Haarlemmermeer
- Hendrik Albert van Foreest (1897-1945), bouwkundig ambtenaar
- Hendrik Albert van Foreest (1898-1981), marineofficier
- Herpert van Foreest (genoemd 1278 - overleden 1283)
- Herpert van Foreest (genoemd 1334 - overleden 1367)
- Herpert van Foreest (genoemd 1397- overleden 1459), burgemeester van Haarlem
- Herpert (Harper) van Foreest (genoemd 1472 - overleden 1501), burgemeester van Delft
- Herpert van Foreest (1935-2010), bevelhebber zeestrijdkrachten
- Jacob van Foreest (1533-1586)
- Jacob van Foreest (1556-1624)
- Jacob van Foreest (1640-1708), burgemeester van Hoorn
- Jacob van Foreest (1731-1783)
- Jan van Foreest (genoemd 1324 - overleden 1349)
- Jan van Foreest (genoemd 1367 - overleden 1413)
- Jan van Foreest (1540-1580)
- Jan van Foreest (1586-1651), burgemeester van Hoorn
- Joan van Foreest (1733-1766)
- Jorden van Foreest (genoemd 1482 - overleden 1509), schepen van Alkmaar
- Jorden van Foreest (1494-1559), burgemeester van Alkmaar
- Jorden van Foreest (1999), schaakgrootmeester
- Lucas van Foreest (2001), schaakgrootmeester
- Machteld van Foreest (2007), schaakster
- Machteld van Foreest (genoemd 1250), nobilis mulier
- Nanning van Foreest (1529-1592), pensionaris van Alkmaar
- Nanning van Foreest (1578-1668)
- Nanning van Foreest (1682–1745), burgemeester van Hoorn
- Nanning van Foreest (1740-1794)
- Nanning van Foreest (1756-1828), politicus
- Nanning van Foreest (1914-1945), Engelandvaarder
- Nicolaas van Foreest (1876–1945), burgemeester van Heiloo
- Pieter van Foreest (1521-1597), ook wel Petrus Forestus, medicus
- Pieter van Foreest (1845-1922), lid Tweede Kamer
- Willem (Wilhelmus) van Foreest (genoemd 1278), ridder
- Willem van Foreest (genoemd 1451, overleden 1472)
- Willem Dirk van Foreest (1796–1840), burgemeester van Heiloo